# Směs
Směs je látka, která se skládá ze dvou a více chemicky čistých látek, při jejich smísení nedochází ke vzniku nebo zániku chemických vazeb, a proto se nejedná o chemický děj. Jednotlivé složky směsi si zachovávají své původní vlastnosti. Z fyzikálního hlediska však dochází ke změnám vlastností. Mění se například teplota varu, tání nebo index lomu.
Podle velikosti částic můžeme směsi dělit na homogenní (částice menší než 10−9 m), heterogenní (větší než 10−7 m) a koloidní (10−9 až 10−7 m).
Směs může být rozdělena na jednotlivé složky mechanicky využitím různých fyzikálně-chemických postupů. Podle druhu směsi lze využít destilaci, filtraci, extrakci, krystalizaci, sublimaci nebo chromatografii.

## Homogenní směsi
Homogenní (stejnorodá) směs má definované složení a stejné vlastnosti v celém svém objemu. Jednotlivé složky nelze pouhým okem rozeznat, neboť velikost rozpuštěných částic je menší než 10−9 m. Homogenní směsi dělíme na:

### Roztoky
Roztok je homogenní směs jedné nebo více látek rozpuštěných v jiné látce – rozpouštědle. Roztok může být kapalný, pevný i plynný. Například cukr rozpuštěný ve vodě, sůl rozpuštěná ve vodě nebo vodní pára ve vzduchu. Podle množství rozpuštěné látky v roztoku hovoříme o nenasyceném, nasyceném či přesyceném roztoku.
- V nenasyceném roztoku dochází k úplnému rozpuštění rozpouštěné látky.
- V nasyceném roztoku je rozpuštěno právě tolik látky, kolik plyne z chemické rovnováhy pro dané podmínky (teplota, tlak) mezi  rozpouštěnou látkou a rozpouštědlem.
- V přesyceném roztoku se rozpouštěná látka dále nerozpouští a dochází k vytvoření pevné fáze v roztoku. Vzniká tak heterogenní směs.

### Slitiny
Slitina je homogenní směs jedné nebo více látek v pevném stavu. Vzniká tavením kovu s dalšími kovy nebo jinými prvky či sloučeninami, obvykle ve formě pevného roztoku. Slitina získává vlastnosti, které čisté kovy nemají. Proto je výroba slitin používána při zpracovávání kovů po celou historii lidstva. V tabulce jsou nejdůležitější slitiny a jejich složení:
| Název slitiny | Složení slitiny |
| ------------- | --------------- |
| Bronz         | Cu, Sn          |
| Mosaz         | Cu, Zn          |
| Konstantan    | Cu, Ni, Mn      |
| Alpaka        | Cu, Ni, Zn      |
| Magnalium     | Mg, Al          |
| Dural         | Mg, Al, Cu, Mn  |
| Pájky         | Sn, Pb          |
| Liteřina      | Sn, Pb, Sb      |

## Heterogenní směsi
Heterogenní (různorodá) směs nemá definované složení v celém svém objemu. Zrakem lze identifikovat jednotlivé látky, neboť částice mají velikost větší než 10−7 m. Heterogenní směsi dělíme na:
- suspenze – heterogenní směs jemně rozptýlené pevné látky v kapalině, například písek ve vodě
- emulze – heterogenní směs kapalin dále se nesměšujících, například olej ve vodě
- pěna – heterogenní směs plynu v kapalině, například našlehaný bílek
- aerosol – heterogenní směs malých pevných nebo kapalných částic v plynu o velikostech od 10 nm do 10 μm, například dým nebo mlha

## Koloidní roztoky
Koloidní roztok (koloid) má velikost částic ve směsi v rozmezí 10−7 až 10−9 metru. Nachází se mezi homogenní a heterogenní směsí, někdy se proto označuje jako mikroheterogenní směs. Okem lze rozeznat, že směs je tvořena více složkami, ale nelze určit jejich přesnou lokaci. Pohyb částic je ovlivněn především kinetickou energií, téměř není ovlivněn gravitací. Příkladem koloidních směsí je krev, mléko či bílek smísený s vodou.